# كلينتون ماكنزي
كلينتون ماكنزي (بالإنجليزية: Clinton McKenzie)‏ مواليد 15 سبتمبر 1955 في جامايكا، هو ملاكم محترف إنجليزي معتزل. شارك في دورة الألعاب الأولمبية الصيفية سنة 1976.

## إحصائيات
خاض خلال مسيرته 50 نزالاً، وقد فاز في 36 نزالاً؛ منها 12 نزالاً بالضربة القاضية. وقد خسر 14 نزالاً، والجدير بالذكر أنه لم يتعادل في أي نزال. 

## روابط خارجية
- كلينتون ماكنزي على موقع بوكس ريك (الإنجليزية) (registration required)
- كلينتون ماكنزي على موقع أوليمبيديا (الإنجليزية)